# Richard Normann
Richard Normann, född 1943 i Finland, död 18 november 2003 i Paris, var en svensk managementforskare.
Normann blev 1975 doktor i företagsekonomi vid Lunds universitet. Han var tidigt verksam vid managementkonsultbolaget SIAR och var dess verkställande direktör 1976-1980. Han grundade senare Service Management Group, SMG. Han var även gästprofessor vid Köpenhamns Handelshögskola och gästforskare vid Harvard Business School.
Normann var den som på 1970-talet introducerade begreppet affärsidé.  Han var bland annat strategikonsult åt SAS när flygbolaget på 1980-talet, under Jan Carlzons VD-tid, orienterade sig mot affärsresenärer som kunder.